# だいじょうぶ、と彼女は言った
「だいじょうぶ、と彼女は言った」（だいじょうぶ、とかのじょはいった）は、佐野元春44作目のシングル。1999年7月23日に、Epic Records / M's Factoryから発売された。

## 概要
4ヶ月振りの新曲。両曲とも同年8月25日発売アルバム『Stones and Eggs』からの先行シングル。
「だいじょうぶ、と彼女は言った」は、フジテレビ系『奇跡体験!アンビリバボー』のエンディングテーマに使われた。
カップリング曲「No surprise at all -驚くに値しない (Audio Active remixed version)」は、『Stones and Eggs』の収録曲である「驚くに値しない」のリミックス・ヴァージョン。本作のみ収録されている。

## 収録曲
- 全作詞・作曲・編曲：佐野元春

1. だいじょうぶ、と彼女は言った
  - フジテレビ系『奇跡体験!アンビリバボー』エンディングテーマ
2. No surprise at all -驚くに値しない (Audio Active remixed version)